# Zeta Andromedae
Zeta Andromedae (34 Andromedae) é uma estrela na direção da constelação de Andromeda. Possui uma ascensão reta de 00h 47m 20.39s e uma declinação de +24° 16′ 02.6″. Sua magnitude aparente é igual a 4.08. Considerando sua distância de 181 anos-luz em relação à Terra, sua magnitude absoluta é igual a 0.35. Pertence à classe espectral K1II. É uma estrela variável β Lyrae.